# Wojnarowa
Wojnarowa ist ein Dorf der Gemeinde Korzenna im Powiat Nowosądecki der Woiwodschaft Kleinpolen in Polen.

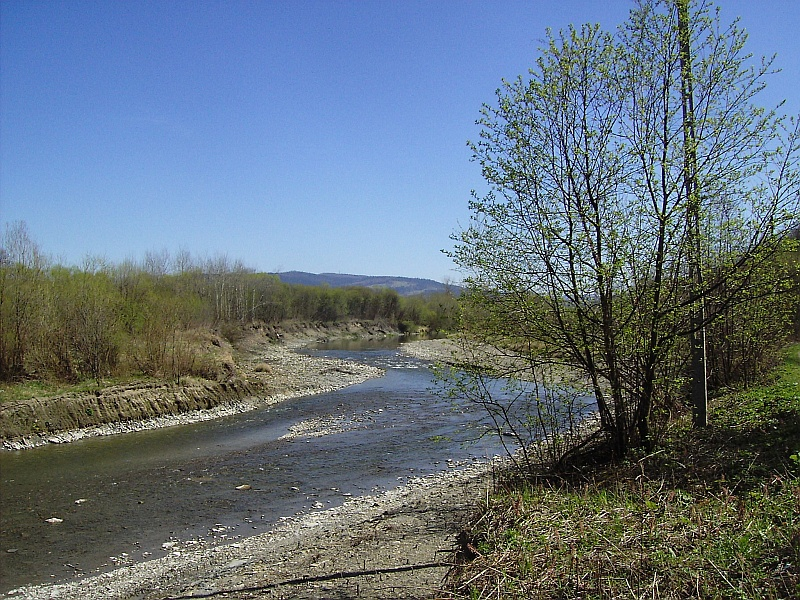
Biała in Wojnarowa

## Geographie
Der Ort liegt am linken Ufer des Flusses Biała im Rożnów-Gebirge. Die Nachbarorte sind Wilczyska im Nordwesten (Jeżów) und Westen, Krużlowa Niżna und Chodorowa im Süden, Korzenna und Niecew im Westen, sowie Lipnica Wielka und Jankowa im Norden.

## Geschichte
Der Ort wurde im Jahr 1300 erstmals urkundlich erwähnt. Der besitzanzeigende Name (der Suffix -owa) ist vom Personennamen Wojnar (deutsch Woiner bzw. Wagner) abgeleitet.
Politisch und administrativ gehörte das Dorf zum Königreich Polen (ab 1569 in der Adelsrepublik Polen-Litauen), Woiwodschaft Krakau, Kreis Biecz. Ab dem Jahr 1416 gehörte es der Familie Jeżewski des Wappens Strzemię, in den Jahren 1522–1581 zu Marcin Bylina. In der Zeit der Reformation um 1600 befand sich dort eine protestantische Gemeinde.
Bei der Ersten Teilung Polens kam Wojnarowa 1772 zum neuen Königreich Galizien und Lodomerien des habsburgischen Kaiserreichs (ab 1804).
1918, nach dem Ende des Ersten Weltkriegs und dem Zusammenbruch der k.u.k. Monarchie, kam Wojnarowa zu Polen. Unterbrochen wurde dies nur durch die Besetzung Polens durch die Wehrmacht im Zweiten Weltkrieg.
Von 1975 bis 1998 gehörte Wojnarowa zur Woiwodschaft Nowy Sącz.

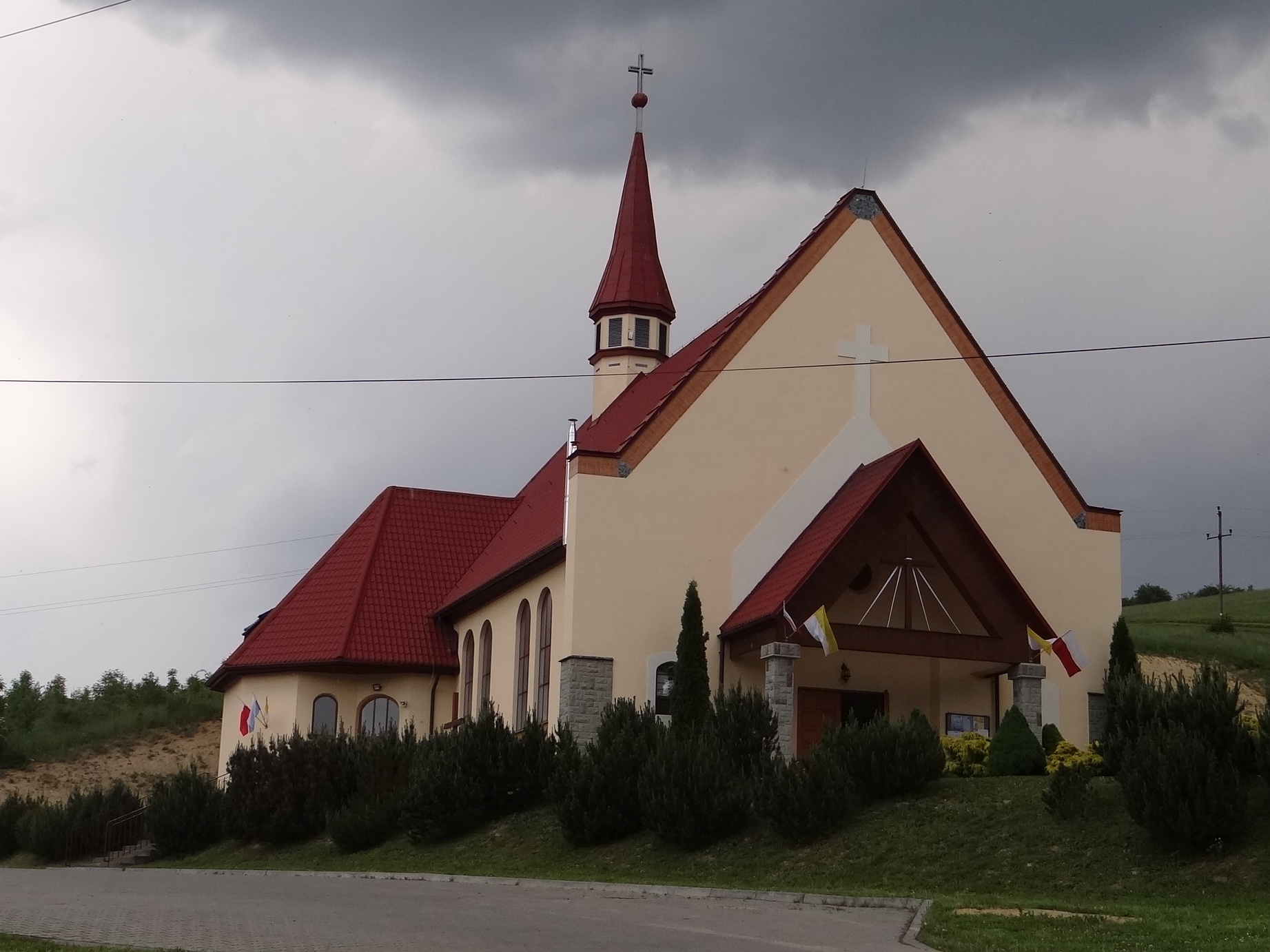
Ortskirche

2011 wurde eine römisch-katholische Pfarrei errichtet.

## Persönlichkeiten
- Józef Steinhof (1892–1943), polnischer Aktivist der Bauernbewegung, Abgeordneter des polnischen Sejms, Todesopfer im KZ Auschwitz;